# Bureau ivoirien du droit d'auteur
 (mai 2023).
La mise en forme du texte ne suit pas les recommandations de Wikipédia : il faut le « wikifier ».
Les points d'amélioration suivants sont les cas les plus fréquents. Le détail des points à revoir est peut-être précisé sur la page de discussion.
- Les titres sont pré-formatés par le logiciel. Ils ne sont ni en capitales, ni en gras.
- Le texte ne doit pas être écrit en capitales (les noms de famille non plus), ni en gras, ni en italique, ni en « petit »…
- Le gras n'est utilisé que pour surligner le titre de l'article dans l'introduction, une seule fois.
- L'italique est rarement utilisé : mots en langue étrangère, titres d'œuvres, noms de bateaux, etc.
- Les citations ne sont pas en italique mais en corps de texte normal. Elles sont entourées par des guillemets français : « et ».
- Les listes à puces sont à éviter, des paragraphes rédigés étant largement préférés. Les tableaux sont à réserver à la présentation de données structurées (résultats, etc.).
- Les appels de note de bas de page (petits chiffres en exposant, introduits par l'outil «  Source ») sont à placer entre la fin de phrase et le point final[comme ça].
- Les liens internes (vers d'autres articles de Wikipédia) sont à choisir avec parcimonie. Créez des liens vers des articles approfondissant le sujet. Les termes génériques sans rapport avec le sujet sont à éviter, ainsi que les répétitions de liens vers un même terme.
- Les liens externes sont à placer uniquement dans une section « Liens externes », à la fin de l'article. Ces liens sont à choisir avec parcimonie suivant les règles définies. Si un lien sert de source à l'article, son insertion dans le texte est à faire par les notes de bas de page.
- La présentation des références doit suivre les conventions bibliographiques. Il est recommandé d'utiliser les modèles {{Ouvrage}}, {{Chapitre}}, {{Article}}, {{Lien web}} et/ou {{Bibliographie}}. Le mode d'édition visuel peut mettre en forme automatiquement les références.
- Insérer une infobox (cadre d'informations à droite) n'est pas obligatoire pour parachever la mise en page.

Pour une aide détaillée, merci de consulter Aide:Wikification.
Si vous pensez que ces points ont été résolus, vous pouvez retirer ce bandeau et améliorer la mise en forme d'un autre article.
Le Bureau ivoirien du droit d’auteur ou Burida  est l'organisme de gestion collective du droit d’auteur et des droits voisins en Côte d'Ivoire. 

## Localisation
Le siège social du Burida se trouve à Abidjan, Cocody Deux plateaux.

## Historique
Bien avant l’indépendance de la Côte d’Ivoire, la SACEM (Société des auteurs, compositeurs et éditeurs de musique) est l’organisme qui assure la défense des droits des artistes, conformément à la loi du 11 mars 1957 sur la propriété littéraire et artistique en vigueur à l’époque. 
A l’indépendance du pays, l’État de Côte d’Ivoire demande à la SACEM de poursuivre son action. Ce qui amène pendant ce temps la Côte d’Ivoire à entreprendre l’élaboration de la loi ivoirienne (Loi n°78-634) portant protection des œuvres de l'esprit qui verra le jour le 28 juillet 1978. Par la suite, le Bureau ivoirien du droit d'auteur sera créé par le décret 81-232 du 15 avril 1981, puis démarrera ses activités le 1er juin 1981 avec pour premier directeur général, Serge Raiff jusqu’en janvier 1982. Adolphe Daboda Baby le succédera comme second directeur général.
Plus tard, le 25 juillet 1996, une nouvelle loi (la Loi n° 96-564 relative à la protection des œuvres de l'esprit et aux droits des auteurs, des artistes interprètes et des producteurs de phonogrammes et vidéogrammes) a vu le jour afin d’adapter la législation en matière de droit d’auteur et des droits voisins aux engagements internationaux de la Côte d’Ivoire, relativement à l’évolution juridique internationale. Cette loi qui est toujours en vigueur, protège tous les créateurs, auteurs, artistes interprètes et producteurs de phonogrammes.
En 2008, le Burida a connu une première réforme, passant du statut d’association à celui de société civile de type particulier, grâce au décret n°2008-357 du 20 novembre 2008 portant réforme du Burida. Puis en 2015, une nouvelle réforme survint via le décret n° 2015-271 du 22 avril 2015,, suscitant beaucoup d’espoir dans le milieu des créateurs des œuvres de l’esprit. Cependant, une crise organique a entravé le bon fonctionnement du Burida d’avril 2018 à fin 2019. Ce qui a amené le gouvernement ivoirien (dans un souci de régler durablement les crises successives) à mettre en place dès janvier 2020, un processus de restructuration en prenant un certain nombre d’actes règlementaires conduisant à la mise en place de nouveaux organes. Un décret et six arrêtés ont été donc décidés pour ce faire.
Placé sous la tutelle du Ministère de la culture et de la Francophonie, le Bureau ivoirien du droit d'auteur est une société de gestion collective, qui gère toutes les catégories de droits d’auteur et de droits voisins. À ce jour, plus de 6.000 auteurs, producteurs et artistes interprètes ont confié à cet organisme la gestion de leurs droits. Le Burida gère un répertoire de plus 72.000 œuvres.

## Missions et vision

### Missions
Les missions du Burida sont les suivantes:
- Promouvoir et de défendre les intérêts matériels et moraux des titulaires de droit d’auteur et de droits voisins et d'établir entre eux et les utilisateurs les relations nécessaires à la protection de leurs droits [3];
- Délivrer les autorisations d’exploitation des œuvres artistiques et littéraires à lui confié par ses membres, ainsi que par ceux des sociétés étrangères avec lesquelles le BURIDA a des contrats de réciprocité[3];
- Percevoir les redevances versées par les utilisateurs en contrepartie des autorisations délivrées[3];
- Percevoir et de répartir tous droits à rémunération reconnus par la loi ou par tout instrument juridique international et notamment, la rémunération pour copie privée, la rémunération équitable, la rémunération pour reproduction par reprographie et le droit de suite[3];
- Répartir périodiquement aux différents titulaires de droit d’auteur et de droits voisins, les redevances perçues au titre de l’exploitation de leurs œuvres[3];
- Assurer une action sociale en faveur de ses membres[3].

## Activités et Impact
Le BURIDA administre un catalogue de plus de 135 000 œuvres et regroupe environ 9 500 membres. Il délivre des licences aux utilisateurs d'œuvres intellectuelles, collecte les redevances associées, et procède à leur distribution parmi les créateurs. De plus, le BURIDA propose des formations pour les artistes et soutient un fonds d'action culturelle et sociale.

### Vision
La vision du Burida est de faire de l’organisme une société moderne de gestion du droit d'auteur et des droits voisins tournée résolument vers la satisfaction de ses sociétaires.

## Organisation et mode de fonctionnement
Le Burida comprend dans sa configuration ordinaire une Assemblée générale, un Conseil d’administration, une Direction générale et un Commissariat aux comptes. Toutefois, conformément aux textes régissant sa restructuration entamée depuis janvier 2020, ses organes actuels sont les suivants : le Conseil de Gestion et de restructuration, la Direction générale et le Commissariat aux comptes.

### Conseil de gestion et de restructuration
Disposant d’un délai de six à douze mois pour accomplir sa mission, le Conseil de gestion et de restructuration est l’organe décisionnel suprême du Burida. Il a été mis en place par le Ministre de la culture et de la francophonie au moyen de l’arrêté n° 34/MCF/ CAB du 03 mars 2020 portant création, attributions, organisation et fonctionnement des organes de gestion et de restructuration du Bureau ivoirien du droit d'auteur. Il remplace le Conseil d’administration et se compose de 36 membres (y compris le président du conseil) répartis comme suit : 5 représentants du gouvernement et 31 associés du BURIDA.
Le Conseil de gestion et de restructuration doit procéder à la réforme juridique, administrative et sociale du Burida ; organiser sa restructuration financière et informatique ; veiller à la mise en œuvre par la direction générale des décisions prises et orientations données.

### Direction générale
Le Burida est dirigé par un Directeur général, assisté dans sa mission par un Directeur général adjoint et six directeurs techniques. Il est nommé pour trois années renouvelables sur la base des résultats de son mandat antérieur et assiste de droit avec voix consultative aux délibérations du Conseil de gestion et de restructuration, ainsi que des autres commissions.

### Commissariat aux comptes
Le Commissariat aux comptes du Burida est assuré par un cabinet d’expertise comptable agréé. Son rôle consiste non seulement à vérifier les recettes et les dépenses de l’organisme et de contrôler les comptes et bilans de fin d'année ; mais aussi de constater et dénoncer toutes infractions économiques au sein du Bureau ivoirien du droit d'auteur.

## Polémiques
En janvier 2023, la branche régionale du Lôh-Djiboua de la Fédération nationale de l’industrie hôtelière de Côte d’Ivoire (FNIH-CI) porte plainte contre le bureau régional du BURIDA, basé à Gagnoa, pour harcèlement, propos diffamatoires, violences et voies de fait.